# 楽園の四つの河
『楽園の四つの河』（らくえんのよっつのかわ、蘭: De vier rivieren van het paradijs, 独: Die vier Flüsse des Paradieses, 英: The Four Rivers of Paradise）あるいは『四大陸』（よんたいりく、蘭: De vier werelddelen, 独: Die vier Kontinente, 英: The Four Continents）は、バロック期のフランドルの巨匠ピーテル・パウル・ルーベンスが1615年頃に制作した寓意画である。油彩。ルーベンスは12年停戦協定（1609年-1621年）として知られる八十年戦争の休戦期間中にこの作品を制作した。絵画には4つの大陸 (ヨーロッパ、アジア、アフリカ、アメリカ) を擬人化した4人の女性像と、それぞれの主要河川（ドナウ川、ガンジス川、ナイル川、ラプラタ川）を擬人化した4人の男性像が描かれている。前景には3人のプットーをともなうワニや3匹の子供を持つ牝のトラも描かれている。作中の重要な人物はアフリカを擬人化した中央の女性像である。彼女は当時ルーベンスが描いた2人の黒人女性のうちの1人であった。
作品は美術史家のエリザベス・マクグラスとジャン・ミッシェル・マッシングによって異なる解釈がなされている。両者は人物像が誰を擬人化しているのかについて異なる2つの解釈を提示した。他の説はルーベンスがこの作品を制作する際に、画家自身の宗教的な影響によって突き動かされたと考えた。2015年以来、絵画と額縁の両方で重要な修復が行われている。現在はウィーンの美術史美術館に所蔵されている。

## 制作背景
オランダ共和国とスペイン王国の間の「12年停戦協定」として知られる休戦期間中に描かれた、繁栄した豊かな舞台に描かれた河川の寓意像とその仲間の女性たちは、ルーベンスが軍事的敵対行為の後にアントウェルペンに戻ることを望んだ平和な状況を反映している。
八十年戦争の時代、ルーベンスは多くの役割を果たしたが、そのうちの2つは芸術家と外交官であった。1608年、ルーベンスは母マリアが死去したため、スペイン王国での生活と仕事を終えてアントウェルペンに帰国した。ルーベンスは休戦協定が終了する1621年までアントウェルペンに滞在し、スペイン領ネーデルラントを代表して大公妃イサベル・クララ・エウヘニアに代わってフランス王国とイングランド王国での交渉に呼ばれた。1620年代を通じて、多くの外交場面におけるルーベンスの活躍は彼の社会的地位を高めるのに役立った。ルーベンスは外交活動を行った結果、本作品にも如実に表現されている平和というテーマに熱中するようになった。

## 作品
絵画は湿地帯を舞台にしているように見える。人物たちは彼らの上方を覆う大きな張り出しの下の水域の岸辺に座っている。この作品は、ヨーロッパ、アジア、アフリカ、アメリカの4大陸と考えられる女性の擬人像が、それぞれの主要河川であるドナウ川、ガンジス川、ナイル川、ラプラタ川の男性の擬人像と一緒に座っている様子を描いている。画面左にヨーロッパ、中央にアフリカ、画面右にアジアが配置され、アジアの左側にアメリカが描かれている。ルーベンスの時代にはヨーロッパ人はオーストラリアの存在を知らなかったため画面に描かれていない。左側のヨーロッパは他の4人の女性像よりも少し高い位置に座っているが、これはおそらく当時のヨーロッパ人が他の地域と比べて自分たちをどのように見ていたかを表している。対照的にアフリカは4人の女性のうち最も低い場所に配置されている。
彼女はまた画面の中で鑑賞者を見ている唯一の人物でもある。ワニから子供のトラを守っている牝トラはアジアの象徴として使われている。ドナウ川の擬人像は舵を握っている。ナイル川の擬人像は古典的な建築物に寄りかかっている。画面下には何人かのプットーが描かれている。彼らはワニの上やその周りで遊んでいるように見える一方、ワニはトラに注意を集中させている。ルーベンスの絵画ではフランス・スナイデルスが動物を担当して描くことは珍しくはなかったが、キャリアのこの段階ではルーベンスがワニ、トラ、トラの子供を描いたようである。この頃、ルーベンスはライオン、ワニ、トラ、カバなど珍しい動物の素描を数多く作成していた。これらの動物はルーベンスが同時期に描いた他の絵画にも見ることができる。

### 黒人の女性像
ルーベンスの絵画の特徴の1つは彼が女性を描いた方法である。ルーベンスは、彼が言うように「雪のように色白な」豊満な女性、特に元気な女性を描くことを好んだ。この絵画はルーベンスが1615年に描いた2人のアフリカ人女性のうちの1人である。彼女の身体の大部分は覆われているものの上半身はまだ見えており、ルーベンスが他の3人の女性に与えた曲線美を示している。
17世紀の学者たちはナイル川について話し合っている。古代の旅行家パウサニアスは『ギリシア旅行記』の中で、ナイル川はエチオピアを通って流れたため、ナイル川は黒人として描かれた唯一の河神であると書いた。当時、男神が黒人である描写はフィリップ・ハレの版画などに見られたが、彫刻にはならなかった。ルーベンスは肌の白い河神を描く際に彫刻から影響を受け、アフリカの女性の擬人像を黒人女性として描くことを選択した。河神が女性の身体の一部を隠していることは、ルーベンスの時代にナイル川の水源がいまだ知られていなかったことを暗示している可能性がある。古代ローマの詩人ホラティウスはナイル川が「水源を隠匿している」と書いている。腕をナイル川の腰にしっかりと回し、彼女の身体の大部分を覆うことで、アフリカはナイル川の水源が未知であることを表現しているのかもしれない。

## 解釈

### 楽園の河説
美術史家エリザベス・マクグラスは絵画に描かれた女性像について異なる解釈を提案した。マクグラスによると彼女たちは4大陸を表しているのではなく、大河の水源を表す水のニンフである。マクグラスはまたトラの真上に配置されたガンジス川をチグリス川と見なしている。これらの名前はキリスト教の聖書釈義にも楽園の川として登場すると主張している。
またジャン・ミッシェル・マッシングも著書『西洋美術における黒人のイメージ』（The Image of the Black in Western Art）の中で、チグリス川とユーフラテス川をドナウ川とラプラタ川に代わる2つの川として提案している。この解釈の理由の1つは、『旧約聖書』「創世記」2章に楽園から1つの川が流れ、4つの川ピソン、ギホン、ヒデケル、ユフラテに分かれたとあり、ここに登場する川は、チグリス川、ユーフラテス川、ガンジス川、ナイル川を指すと考えられているためである。これらの川を表現することで、ルーベンスが幅広い古典的知識を持ち、それらで精通していることを表現したのだろう。これは様々な背景を持つ人々にも理解できる寓意であったため、より幅広い後援者の心に届いたであろう。

### その他の説
エクセター大学の芸術文化のニュースサイトは、この絵画がおそらく世界中のカトリックの広がりを表していると主張している。ルーベンスは敬虔なカトリック教徒であり、宗教的な主題を頻繁に描いた。この絵画で描かれた場面はルーベンスの一連の作品の他の場面と異なっているため、カトリックの普及との関連性はもっともらしいように思える。別の考えられる説明は世界の他の地域との貿易を象徴しているというものである。ルーベンスはまた単に他の国の存在とその国々が提供できるものについての知識を披露しているだけとも考えられる。

## 来歴
1685年にプラハのインペリアル・コレクションにて、1733年にウィーンのインペリアル・コレクションにて記録されている。

## 修復
2015年に絵画の修復が行われた。この過程には絵画を額縁から外してそれを新しいキャンバスに置き、表面を洗浄して、絵画のいくつかの場所を修正する作業が含まれていたが、手彫りの木製額縁もこの過程で修復された。この修復中、画面右側に追加のキャンバス片があることが発見された。この発見はかつて絵画のサイズが現在よりも小さく、追加のキャンバスは額縁の隙間をなくすために使用されたことを示唆している。

## ギャラリー

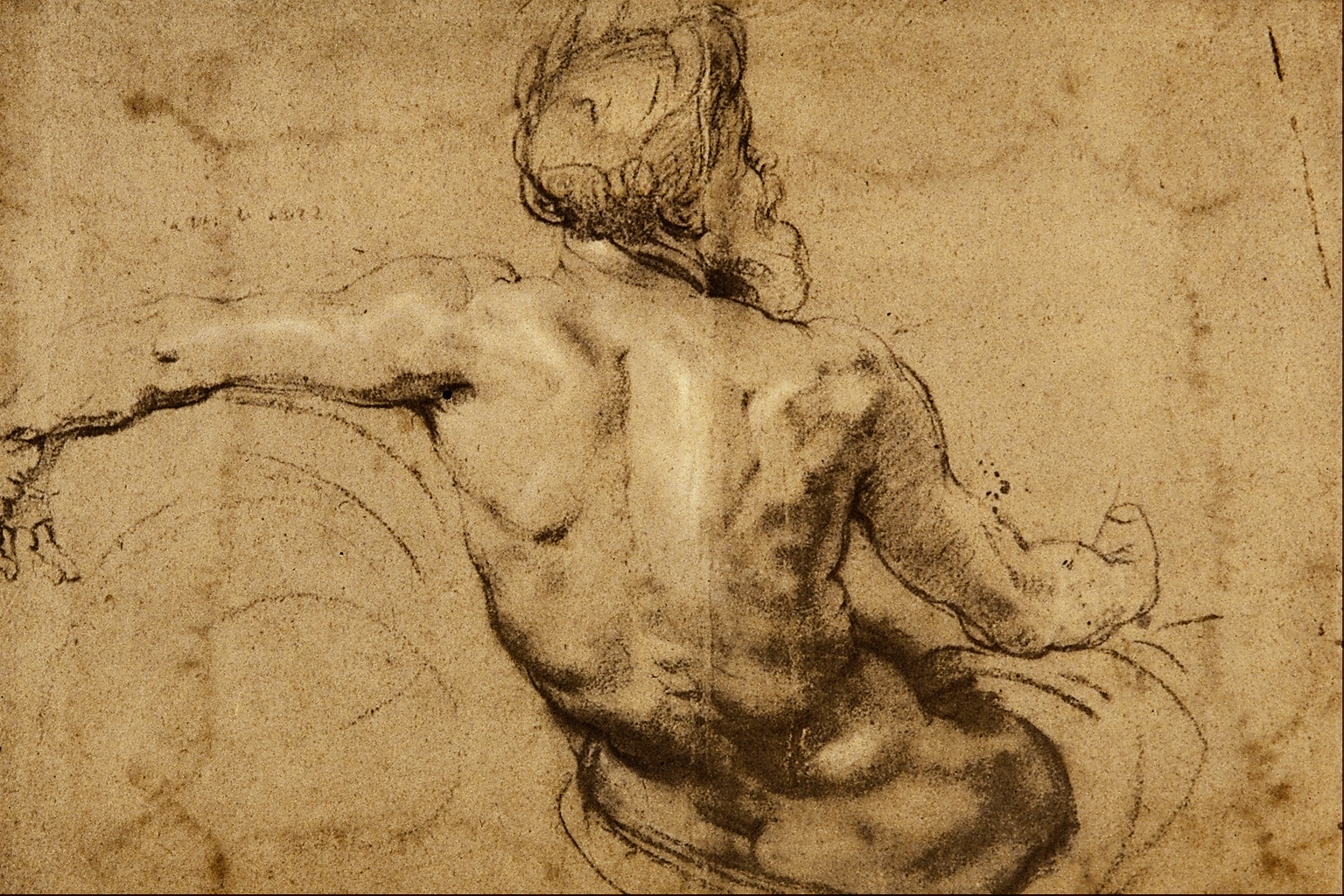
河神の準備素描